# Hamada Mizuki
Mizuki Hamada (濱田 水輝 Hamada Mizuki,  sinh ngày 18 tháng 5 năm 1990) là một hậu vệ bóng đá người Hoa Kỳ-Nhật Bản hiện tại thi đấu cho câu lạc bộ tại J2 League Fagiano Okayama. Anh cũng có thể chơi ở vị trí tiền vệ phòng ngự.

## Sự nghiệp thi đấu
Hamada là thành viên của U-15 Hoa Kỳ squad, cũng như U-17 và U-18 Nhật Bản. Vào ngày 10 tháng 8 năm 2008, Hamada, cùng với ba cầu thủ khác được đẩy lên đội một của Reds. Hamada từng là một phần của cả hệ thống bóng đá trẻ Hoa Kỳ và Nhật Bản.

## Thống kê sự nghiệp

### Câu lạc bộ
Cập nhật đến ngày 23 tháng 2 năm 2018.
| Câu lạc bộ         | Mùa giải | Giải vô địch | Giải vô địch | Cúp Hoàng đế Nhật Bản | Cúp Hoàng đế Nhật Bản | J. League Cup | J. League Cup | Tổng    | Tổng      |
| Câu lạc bộ         | Mùa giải | Số trận      | Bàn thắng    | Số trận               | Bàn thắng             | Số trận       | Bàn thắng     | Số trận | Bàn thắng |
| ------------------ | -------- | ------------ | ------------ | --------------------- | --------------------- | ------------- | ------------- | ------- | --------- |
| Urawa Red Diamonds | 2009     | 1            | 0            | 0                     | 0                     | 4             | 0             | 5       | 0         |
| Urawa Red Diamonds | 2010     | 4            | 0            | 3                     | 0                     | 0             | 0             | 7       | 0         |
| Urawa Red Diamonds | 2011     | 4            | 0            | 3                     | 0                     | 3             | 0             | 10      | 0         |
| Urawa Red Diamonds | 2012     | 13           | 0            | 1                     | 0                     | 6             | 0             | 20      | 0         |
| Albirex Niigata    | 2013     | 6            | 0            | 1                     | 0                     | 6             | 1             | 13      | 1         |
| Urawa Red Diamonds | 2014     | 5            | 0            | 1                     | 0                     | 3             | 1             | 9       | 1         |
| Avispa Fukuoka     | 2015     | 26           | 4            | 1                     | 0                     | -             | -             | 27      | 4         |
| Avispa Fukuoka     | 2016     | 19           | 1            | 0                     | 0                     | 5             | 0             | 24      | 1         |
| Avispa Fukuoka     | 2017     | 4            | 0            | 2                     | 0                     | -             | -             | 6       | 0         |
| Tổng               | Tổng     | 82           | 5            | 12                    | 0                     | 27            | 2             | 121     | 7         |

### Quốc tế
Tính đến 27 tháng 11 năm 2011
| Đội tuyển quốc gia | Năm | Số trận | Bàn thắng |
| ------------------ | --- | ------- | --------- |
| U-22 Nhật Bản      |     |         |           |
| 2011               | 11  | 2       |           |

| Số lần ra sân và bàn thắng quốc tế | Số lần ra sân và bàn thắng quốc tế | Số lần ra sân và bàn thắng quốc tế        | Số lần ra sân và bàn thắng quốc tế | Số lần ra sân và bàn thắng quốc tế | Số lần ra sân và bàn thắng quốc tế | Số lần ra sân và bàn thắng quốc tế                    |
| #                                  | Ngày                               | Địa điểm                                  | Đối thủ                            | Kết quả                            | Bàn thắng                          | Giải đấu                                              |
| 2011                               | 2011                               | 2011                                      | 2011                               | 2011                               | 2011                               | 2011                                                  |
| ---------------------------------- | ---------------------------------- | ----------------------------------------- | ---------------------------------- | ---------------------------------- | ---------------------------------- | ----------------------------------------------------- |
|                                    | 9 tháng 2                          | Sân vận động Mohammed Al-Hamad, Hawalli   | Kuwait                             | 0–3                                | 0                                  | Giao hữu / U-22 Nhật Bản                              |
|                                    | 12 tháng 2                         | Sân vận động Quốc gia Bahrain, Manama     | U-22 Bahrain                       | 2–0                                | 0                                  | Giao hữu / U-22 Nhật Bản                              |
|                                    | 26 tháng 3                         | Sân vận động Pakhtakor Markaziy, Tashkent | U-22 Uzbekistan                    | 0–1                                | 0                                  | Giao hữu / U-22 Nhật Bản                              |
|                                    | 29 tháng 3                         | Sân vận động JAR, Tashkent                | U-22 Uzbekistan                    | 2–1                                | 0                                  | Giao hữu / U-22 Nhật Bản                              |
|                                    | 1 tháng 6                          | Sân vận động Niigata, Niigata             | U-22 Úc                            | 3–1                                | 0                                  | Giao hữu / U-22 Nhật Bản                              |
|                                    | 19 tháng 6                         | Sân vận động Toyota, Toyota               | U-22 Kuwait                        | 3–1                                | 1                                  | Thế vận hội Mùa hè 2012 qualification / U-22 Nhật Bản |
|                                    | 23 tháng 6                         | Sân vận động Mohammed Al-Hamad, Hawalli   | U-22 Kuwait                        | 1–2                                | 0                                  | Thế vận hội Mùa hè 2012 qualification / U-22 Nhật Bản |
|                                    | 10 tháng 8                         | Sapporo Dome, Sapporo                     | U-22 Ai Cập                        | 2–1                                | 0                                  | Giao hữu / U-22 Nhật Bản                              |
|                                    | 21 tháng 9                         | Sân vận động Tosu, Tosu                   | U-22 Malaysia                      | 2–0                                | 0                                  | Thế vận hội Mùa hè 2012 qualification / U-22 Nhật Bản |
|                                    | 22 tháng 11                        | Sân vận động Quốc gia Bahrain, Manama     | U-22 Bahrain                       | 2–0                                | 0                                  | Thế vận hội Mùa hè 2012 qualification / U-22 Nhật Bản |
|                                    | 27 tháng 11                        | Sân vận động Olympic Quốc gia, Tokyo      | U-22 Syria                         | 2–1                                | 1                                  | Thế vận hội Mùa hè 2012 qualification / U-22 Nhật Bản |

## Danh hiệu

### Nhật Bản
- Giải vô địch bóng đá U-17 châu Á (1): 2006